# Werner Vogels (Jurist)
Werner Matthias Vogels (* 20. Juli 1888; † 6. März 1942 in den Krimmler Tauern) war ein deutscher Jurist im Staatsdienst der Weimarer Republik, seit 1927 als Ministerialrat im Reichsjustizministerium tätig. Er gilt als Verfasser des Reichserbhofgesetzes, und war Richter am Reichserbhofgericht.

## Leben
Nach dem Studium der Rechtswissenschaften wurde Vogels zum Dr. iur. promoviert. Er war katholisch, verheiratet und hatte drei Kinder.
Im Jahr 1938 verfasste er den Entwurf zu einem Testamentsgesetz, das er gegen viele Widerstände in den Verhandlungen zwischen Ministerialbürokratie und den Professoren des Rechts, welche die seit Auflösung des Parlaments notwendige Kontrolle ersetzten, zum Erfolg führte. Das Testamentsgesetz wurde nach 1945 als integraler Bestandteil in das Bürgerliche Gesetzbuch übernommen. Zum BGB begann er mit Staatssekretär Franz Schlegelberger einen Kommentar in einzelnen Lieferungen, der allerdings unvollständig blieb. Bis 1939 blieb Vogels parteiungebunden, musste am 1. Dezember 1939 aber in die Partei eintreten im Zusammenhang seiner Ernennung zum Ministerialdirigenten. In die Vorbereitungs-Kommission zu einem neuen „Volksgesetzbuch“, welches das BGB ersetzen sollte, wurde er berufen, warnte darin aber nach Auskunft des Kollegen Justus W. Hedemann aus Berlin-Frohnau „vor allzu gewagten Neuerungen“. Von einer Sitzung dieser Kommission reiste er ab, „weil die Herren zu wenig Ehrfurcht von dem BGB hatten“, schreibt er in seinem Tagebuch von 1942. Ein anderes Mitglied der Vorbereitungskommission, Prof. Walter Schmidt-Rimpler (1885–1975), Handelsrechtler in Bonn, sagte 1952 dem studierenden Sohn: „Was Werner Vogels z. B. mit dem Erbhofgesetz geschaffen hat, das war echte Juristerei und hatte mit Nazi-Ideologie nichts zu tun. Da es kein Parlament gab – die ‚Kroll-Oper‘ war ja 1933 aufgelöst worden – wurden neue Gesetze nur im Dialog zwischen der Ministerialbürokratie und der Wissenschaft ausgehandelt. Die Ministerialbeamten haben den Rechtsstaat aufrechterhalten, dieses Rückgrat des Staates haben die Nazis nicht anzutasten gewagt.“
Auf einem Ski-Urlaub zwischen zwei Dienstreisen starb er am 6. März 1942 in den Krimmler Tauern. Teile des Erbhofgesetzes, so das Anerbenrecht, wurden in die Gesetzgebung einzelner Bundesländer übernommen.

## Schriften
- Die Pfändung von Hypotheken. (Jurist. Dissertation). Bonn 1913.
- Das Rheinlandabkommen sowie die Verordnungen der Hohen Kommission in Coblenz. Dreisprachige Textausgabe mit Erläuterungen, zus. mit Heinrich Vogels. Bonn 1920.
- Reichserbhofgesetz vom 29. September 1933, nebst Durchführungsverordnungen des Reichs und der Länder. Sammlung Vahlen, 1. Aufl. 1933, 2. Aufl. 1934, 4. Aufl. 1937
- Gesetz über die Errichtung von Testamenten und Erbverträgen vom 31. Juli 1938. 1. Aufl. 1938, 2. Aufl. 1939, 3. Aufl. 1939 bearb. von Karl Seybold, 4. Aufl. 1949 bearb. von Karl Seybold.
- Vergleichsordnung (von 1935). Kommentar, 2. Aufl. bearb. von Artur Nölte 1950.
- Vertragshilfe und Kriegsausgleichsverfahren. Verordnungen vom. 30. Nov. 1939. zus. mit Weitnauer Hermann, Rexrodt Ludwig, Berlin 1940.
- Rechtsprechung in Erbhofsachen. Entscheidungen der Anerbenbehörden und ordentlichen Gerichte zum Reicherbhofrecht. Hrsg. von Werner Vogels (+) und Karl Hopp, Loseblattsammlung, Bd. 1, Berlin/Wien 1942, Vorwort, Werner Vogels zum Gedächtnis.
- Tagebücher 1933/34, 1938, 1941–42. In Kopie im Deutschen Tagebucharchiv e.V., Emmendingen.